# Eckart Ehlers (Pastor)
Eckart Ehlers (* 6. Juli 1939 in Kiel-Ellerbek) ist ein deutscher evangelisch-lutherischer Pastor und niederdeutscher Autor.

## Leben
Nach der Schulzeit machte Ehlers zunächst eine kaufmännische Lehre bei der Großhandelsfirma Franz Ritter in der Kieler Hafenstraße, wo er anschließend als Angestellter und später, bis 1970, als Prokurist arbeitete.
Schon zu dieser Zeit besuchte er als Gasthörer Theologielehrveranstaltungen der Christian-Albrechts-Universität zu Kiel. Nach dem Theologiestudium wurde er Vikar an der  Nikolaikirche zu Kiel, von 1972 bis zu seinem Ruhestand wirkte er 31 Jahre lang als Pastor an der Marienkirche in Schönkirchen, wo er regelmäßig plattdeutsch predigte und Publikationen für die Kieler Nachrichten verfasste. Überregional bekannt wurde er ab 1972 durch seine plattdeutschen Morgenandachten im NDR und durch Buchveröffentlichungen.
Die Liebe zum Plattdeutschen übernahm er von seinen Großeltern, erklärte in seinen Beiträgen aber auch die feinen mundartlichen Unterschiede, die in der Probstei, Ostholstein, Lübeck und Dithmarschen gesprochen werden. In seinen Predigten verband Ehlers diese zu einem sogenannten Mittelholsteinischen Platt, einer Sprache, in der er auch elf im Verlag Michael Jung erschienene Büchlein abfasste. Ehlers’ Beiträge weisen Lokalkolorit und Bezüge zu historischen Geschehnissen und Personen auf, sie sind oft von einem warmherzigen, humorvollen Ton gekennzeichnet.
Eckart Ehlers lebt als Pastor im Ruhestand mit seiner Frau in Schönkirchen, sie haben zwei Kinder.

## Schriften
- Urlaub un Reisen, mit Gott: En paar Wöörd för de Urlaubsreis, Breklumer Verlag, Breklum 1974
- Allerhand Slag Hüüs un wat se uns to vertellen hebbt, Breklumer Verlag, Breklum 1975
- Söß plattdüütsche Preesters un een Evangelium, Breklumer Verlag, Breklum 1979
- Mit Talar un Hart: Wat Paster Eckart Ehlers to vertelln weet,  Kreissparkasse Plön 1981
- Vör de Karkendör, Verlag Michael Jung, Kiel 1982
- Höhnergloben un Dübelsdreck, Verlag Michael Jung, Kiel 1984
- Plietsch, snaaksch un snutig!,  Verlag Michael Jung, Kiel 1986
- Arm as’n Karkenmuus!, Verlag Michael Jung, Kiel 1988
- Op’n falschen Damper, Verlag Michael Jung, Kiel 1990
- Lüüd, höört mal to!, Verlag Michael Jung, Kiel 1993
- Laat de Kark in’t Dörp!, Verlag Michael Jung, Kiel 1998
- Hest al’n Wiehnachtsboom?, Verlag Michael Jung, Kiel 1999
- Dreih di de Sünn to!, Verlag Michael Jung, Kiel 2001
- Dor smustert de Paster!, Verlag Michael Jung, Kiel 2004
- Dat Hart op’n rechten Placken, Verlag Michael Jung, Kiel 2006